# Austin Astex
El Austin Astex fue un equipo de fútbol de los Estados Unidos que formó parte de la USL Pro, la tercera liga de fútbol más importante del país.

## Historia
Fue fundado en el año 2008 en la ciudad de Austin, Texas y cuyo propietario fue Phil Rawlins. Originalmente el club servía como un equipo filial para el Stoke City F.C. por un convenio de ayuda entre ambos clubes.
El club jugó también en la USL D-2 Pro League en el año 2010 hasta que el club desapareció cuando se mudó a Orlando para llamarse Orlando City y jugar en la USL Pro.

## Estadios
- Nelson Field; Austin, Texas (2009)
- House Park; Austin, Texas (2010)

## Temporadas
| Año  | División | Liga                | Temporada Regular | Playoffs         | US Open Cup | Asistencia Promedio |
| ---- | -------- | ------------------- | ----------------- | ---------------- | ----------- | ------------------- |
| 2009 | 2        | USL First Division  | 10.º              | No clasificó     | 3.ª ronda   | 2,974               |
| 2010 | 2        | USSF D-2 Pro League | 2.º, USL (3.º)    | Cuartos de final | 3.ª ronda   | 3,733               |

## Entrenadores
- Adrian Heath (2009–2010)[3]